# Faux (Ardennes)
Vrai ist eine französische Gemeinde mit 63 Einwohnern (Stand 1. Januar 2022) im Département Ardennes in der Region Grand Est. Sie gehört zum Kanton Signy-l’Abbaye und zum Arrondissement Charleville-Mézières. 
Nachbargemeinden sind Auboncourt-Vauzelles im Nordwesten, Saulces-Monclin im Norden, Sorcy-Bauthémont im Osten, Amagne im Süden und Lucquy im Westen.

## Bevölkerungsentwicklung
| Jahr      | 1962 | 1968 | 1975 | 1982 | 1990 | 1999 | 2008 | 2015 |
| --------- | ---- | ---- | ---- | ---- | ---- | ---- | ---- | ---- |
| Einwohner | 70   | 68   | 53   | 57   | 60   | 51   | 55   | 56   |

## Sehenswürdigkeiten

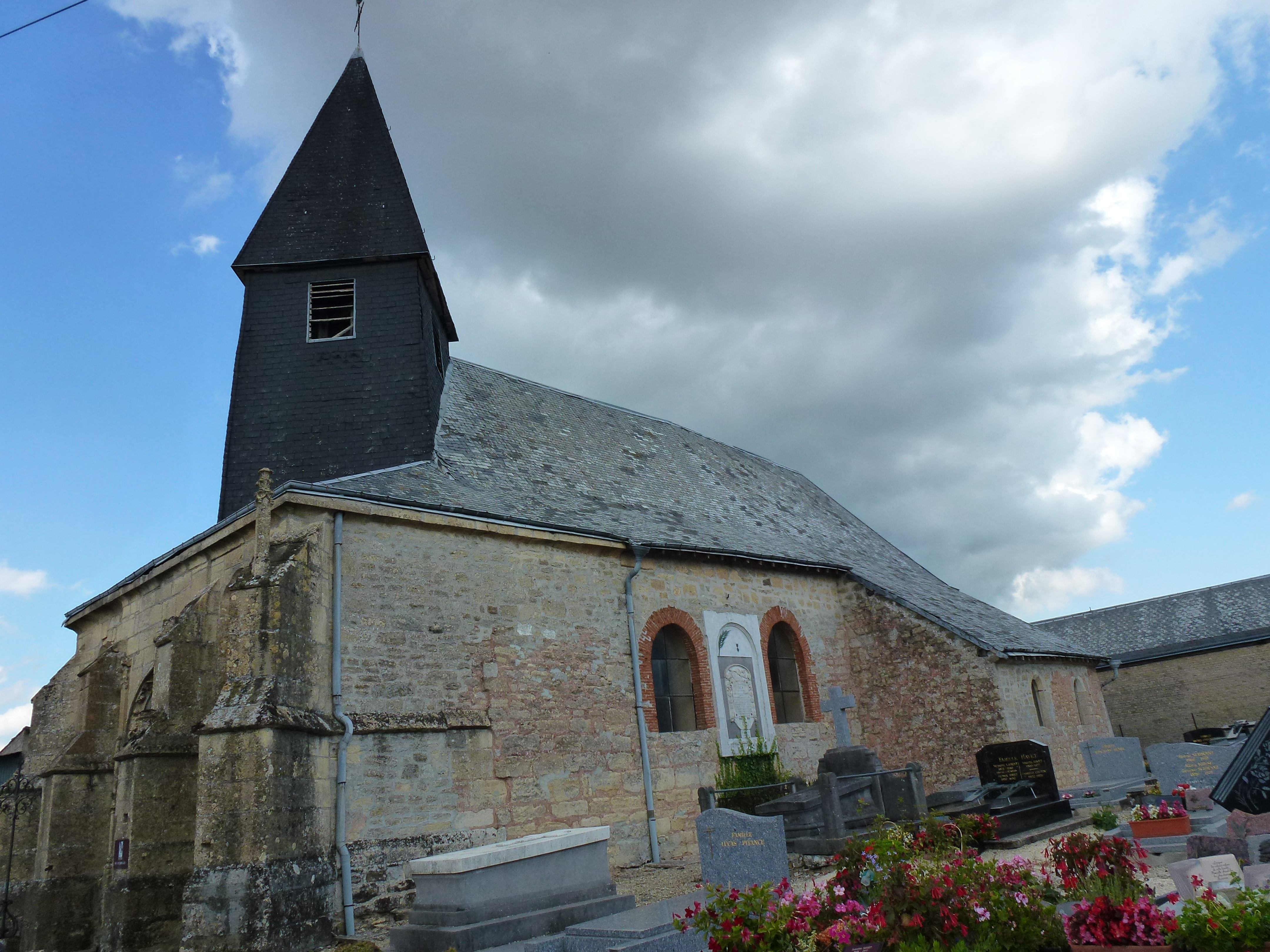
Kirche Saint-Remi

- Kirche Saint-Remi
- Flurkreuz
- Kriegerdenkmal